# Juan Magán
Juan Manuel Magán González (nascido em Badalona, Barcelona, em 30 de setembro de 1978), popularmente conhecido como Juan Magán, é um  produtor musical, remixador, compositor, letrista e cantor espanhol. Sua música é definida como diversos gêneros musicais house music, R&B, dancehall, reggaeton e hip hop. É reconhecido por sua contribuição dentro da categoría musical "Electro Latino".

## Biografía
Juan Magán está interessado em música em 1994, quando começa a frequentar as discotecas. Começa com um computador, um sampler e um sintetizador analógico. Em 2004, ele lançou sua própria música no registro Latino e com experiência, ele formou dois anos após o grupo Guajiros del Puerto. Seu hit Veo Veo é um sucesso real em toda a América Latina.
Entre 2007 e 2009, ele formou um dueto com Marcos Rodríguez, chamado Magan & Rodríguez. Seu álbum de estreia, Suave, estreou com Marcos Rodriguez em 2009, incluindo Suck My - Suave, Bora Bora, The Rising Mano, El Globo, El Otro Yo Soy e Loco, Merenguito. Em 2009, ele lançou uma compilação para as gravadoras Vale Music / Universal Music Spain, com Mariah (You Know I Want You) apresentando Lumidee, Yolanda (Tú no) feat. Irmãos Verdades, Verano Azul, bem como Bailando por ahi, um tubo de merengue electronico. Seus singles Bora Bora e Verano Azul são certificados com platina dupla
En 2011 assinou contrato com a Sony Music da Espanha e lançou seu primeiro single "Bailando por ahi" que alcançou a primeira posição no chart do PROMUSICAE e foi certificado de platina. Mais tarde foi nomeado ao Grammy Latino por música do ano. Em 2012 lançou seu segundo single, "No sigue modas" que se tornou um sucesso comercial entrando nos gráficos da Estados Unidos e Espanha, neste ultimo foi certificado como disco de ouro.

## Discografía
- 2012: Juan Magán : The King Of Dance.
- 2015: The King is Back (#LatinIBIZAte).
- 2016: 3.
- 2016: Quiero Que Sepas.
- 2019: Reflexión.
- 2019: 4.0.

## Links internos
- Página web oficial de Juan Magán